# Wagner Solar

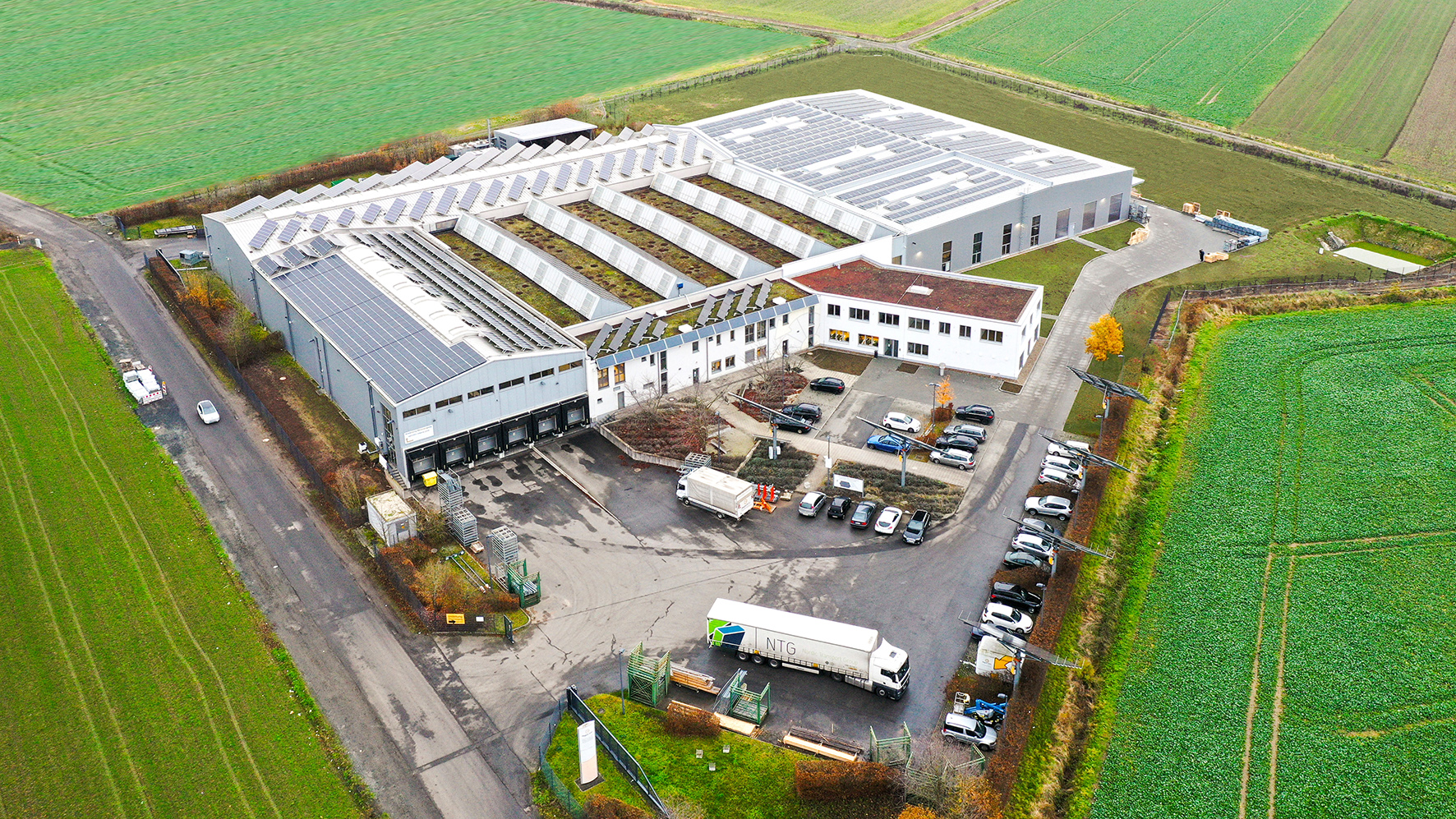
Wagner Solar Firmensitz in Kirchhain im November 2020

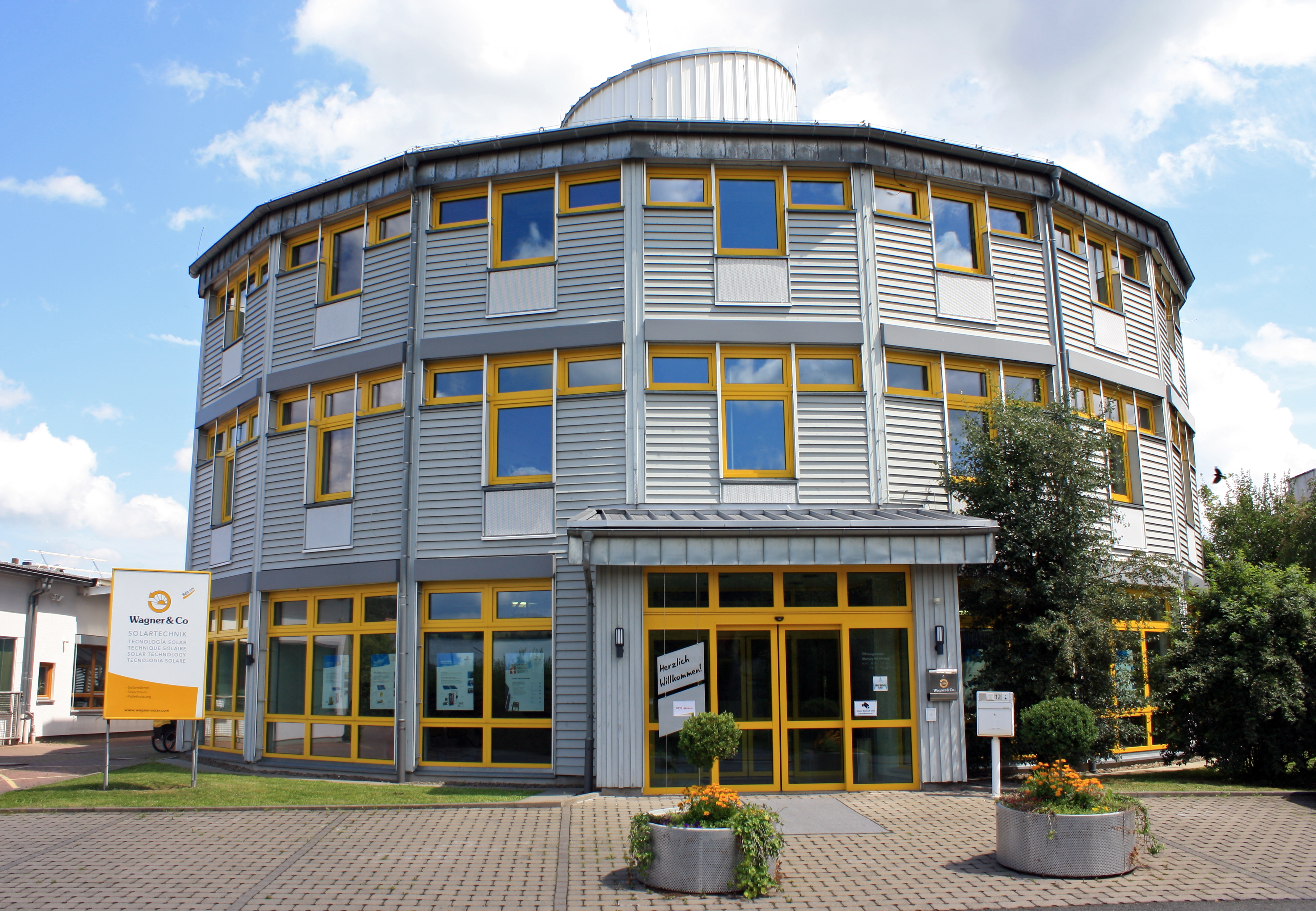
Ehemaliges Hauptgebäude von Wagner & Co in Cölbe

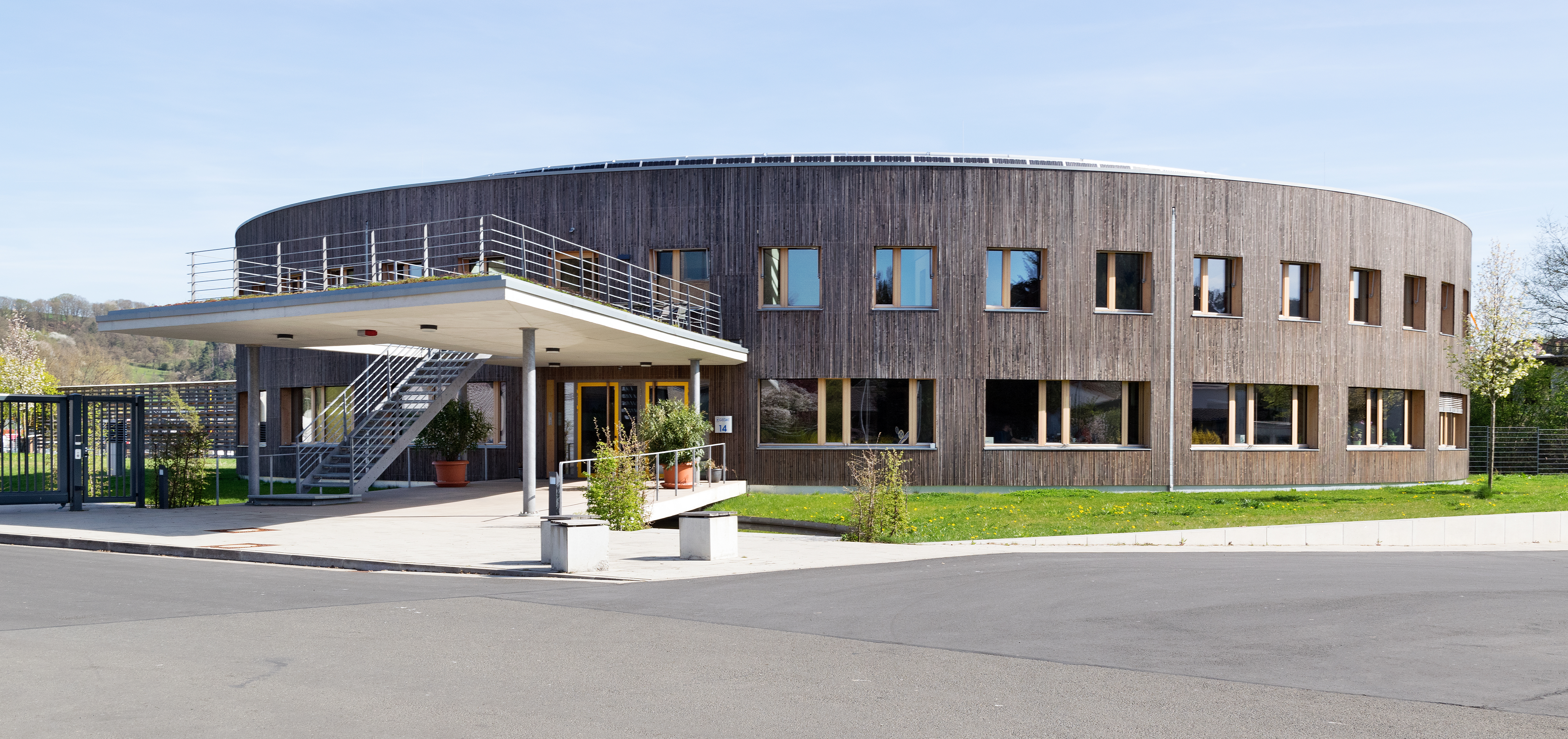
Ehemaliges Bürogebäude „Sonnenforum“ in Cölbe

Die Wagner Solar GmbH ist ein deutsches Solartechnikunternehmen mit Sitz in Kirchhain. Sie ist ein Tochterunternehmen der Sanderink Holding. Ehemals wurde die Firma als Wagner & Co Solartechnik geführt.

## Geschichte
Das ehemalige Unternehmen Wagner & Co Solartechnik wurde im Jahr 1979 von acht Studenten und Mitgliedern der alternativen Szene und der Anti-Atomkraft-Bewegung in Marburg gegründet und war einer der Solarpioniere. Anfangs beschäftigte sich das Unternehmen vor allem mit der Herstellung und Verbreitung von Publikationen und Informationsmaterial rund um das Thema Solarenergie. Später kamen Selbstbaukollektoren und Systeme zur Regenwassernutzung hinzu. In den 1980er Jahren wurden Komplettsysteme mit Solarkollektor, Solarspeicher und Solarregler angeboten. Der Unternehmensbereich Regenwassernutzung wurde später aufgegeben und von der Firma Kettner Umwelttechnik übernommen. Der 1998 eingeweihte Firmenhauptsitz damals in Cölbe bei Marburg war das erste Bürohaus Europas, das als Passivhaus erbaut wurde. 2012 wurde das „Sonnenforum“, ein weiteres energieneutrales Bürogebäude am Standort Cölbe, fertiggestellt und bezogen.
Das Unternehmen hatte europäische Niederlassungen in Italien, Spanien und Frankreich, in Nordamerika sowie eine Kooperation in Großbritannien.
Im Jahre 2008 eröffnete das Unternehmen im hessischen Kirchhain eine Fabrik zur Produktion von Solarkollektoren. Das Produktions- und Logistikzentrum arbeitet CO2-neutral, da es die für die Produktionsstätte benötigte elektrische und Wärmeenergie vollständig selbst aus Solarmodulen, thermischen Sonnenkollektoren und nachwachsenden Rohstoffen gewinnt.
Am 22. April 2014 beantragte Wagner & Co beim Amtsgericht Marburg/Lahn Insolvenz (→ Solarkrise ab 2010). Mit Wirkung zum 7. September 2014 wurde der Geschäftsbetrieb der Wagner & Co Solartechnik GmbH auf die Wagner Solar GmbH übertragen. Die Wagner Solar GmbH wird seit 2014 als eine Tochter der Sanderink Holding, unter dem niederländischen Unternehmer Gerard Sanderink, geführt.
Im November 2020 wurde der zentrale Standort in Kirchhain erweitert und der Standort Cölbe geschlossen.

## Produkte
Die Firma Wagner Solar bietet Produkte aus dem Bereich erneuerbare Energien, vor allem Solarthermie-Systeme aus eigener Entwicklung sowie Photovoltaik, Stromspeicher, Montagesysteme und Energietechnik an. Das Unternehmen entwickelt, produziert und plant Solaranlagen aller Größenordnungen, vom Warmwassersystem für Einfamilienhäuser bis hin zum Solarkraftwerk.

## Auszeichnungen
Wagner & Co wurde während der 35-jährigen Unternehmensgeschichte vielfach für technische Innovationen und vorbildliche Unternehmensführung ausgezeichnet. Zu den Auszeichnungen der letzten Jahre gehörten:
- Ethics in Business Award für herausragendes unternehmerisches Sozial- und Umwelt-Engagement, 2005[3]
- Deutscher Solarpreis 2005: Würdigung für „breitgefächertes und langjähriges Firmen-Engagement für die Nutzung Erneuerbarer Energien“[4]
- Innovationspreis des Ostbayerischen Technologie-Transfer-Institutes OTTI, 2006[5]
- Auszeichnung für „Energieeffizienz mit Mitarbeiterbeteiligung“ im Rahmen des Umweltpreises 2010 der Stiftung Arbeit und Umwelt, Nov. 2010[6]
- Deutscher Nachhaltigkeitspreis, Auszeichnung als eine der drei nachhaltigsten Marken Deutschlands, 2010[7]
- Ernst & Young Auszeichnung als Entrepreneur des Jahres 2011[8]